# William Kristoffersen
William Kristoffersen, född 24 december 1951 i Nord-Odal, är en norsk sångare, basist och låtskrivare. Han är verksam i det norska dansbandet Ole Ivars.
William Kristoffersen är utbildad musiklärare vid Musikkhøyskolen i Oslo med trumpet som huvudinstrument. 1983 blev han medlem i bandet Ole Ivars som basist, och han skriver sedan dess det mesta av gruppens låtar, men har även skrivit åt andra artister. Sven-Ingvars, Kikki Danielsson, Fernandoz och Mats Bladhs är några av de svenska banden som har spelat in hans låtar. Kristoffersen står bakom låtar som: "Nei, så tjukk du har blitt", "Jag trodde änglarna fanns" och "Kongen av campingplassen". Nationaltheatret i Norge sette even upp musikalen,"En får væra som en er"  i 2014. Den är baserad i det stora och hela på Kristoffersens textar och musik. Den har gått för fulla hus, även så sent som sommaren 2016.
Kristoffersen har blivit tilldelad Kongens fortjenstmedalje i silver och en Paul Harris-medalj från Rotary.